# Hyde Park, Sydney
Hyde Park är en 16,2 hektar stor park i central business district i Sydney, New South Wales, Australien. Den är uppkallad efter Hyde Park i London. Parken gränsar till Sydneys affärskvarter i väst, St. Marys katedral i öst, New South Wales högsta domstol i norr och Anzac-minnesmonumentet i syd.
Huvudattraktionen i Hyde Park är Archibaldfontänen, allmänt sedd som Australiens finaste offentliga fontäner. Vid parkens sydligaste ände ligger järnvägsstationen Museum, som har fått sitt namn från Australian Museum, och vid den norra utgången ligger St. James järnvägsstation. Bland annat finns sevärdheter som en staty av James Cook, Emden Gun-monumentet och plantagen Sandringham Gardens.
Parken har tidigare använts som militärt träningsläger, cricketbana och hästloppsbana, men är idag ett populärt grönområde.